# Kawasaki KR-1
La Kawasaki KR-1 è una motocicletta sportiva dotata di un motore a due tempi, prodotta dalla casa motociclistica giapponese Kawasaki dal 1988 al 1992.

## Profilo e descrizione
A spingere la moto c'è un motore a due cilindri in linea frontemarcia a due tempi e raffreddato a liquido, dalla cilindrata totale di 249 cm³ (con l'alesaggio da 56 mm e la corsa da 50,6).

## Versioni
KR-1
La prima versione della KR-1, prodotta dal 1988 al 1989, è caratterizzata dai silenziatori neri in tinta con la camera d'espansione, i cerchi sono a tre razze e adotta freni a disco a doppio pistoncino (due avanti uno dietro) la pinza posteriore è fissata a una piastra oscillante, inoltre adopera la valvola parzializzatrice allo scarico KIPS.
KR-1S
Prodotta dal 1989 al 1992, differisce dalla KR-1 per le nuove camere d'espansione e silenziatori e per i cerchi a cinque razze.
KR-1R
Prodotta negli stessi anni della KR-1S, ma con un nuovo cambio a rapporti più ravvicinati e un carburatore maggiorato.